# Асано, Таданобу
Таданобу Сато (яп. 佐藤 忠信 Сато: Таданобу, род. 27 ноября 1973, Иокогама, Япония), более известен под сценическим псевдонимом Таданобу Асано (яп. 浅野 忠信 Асано Таданобу) — японский киноактёр и музыкант.

## Биография
Таданобу Асано родился в районе Хоммоку города Иокогама в семье художника Юкихисы Сато (佐藤 幸 久) и его жены Юнко (顺子), чей отец Уиллард Оверинг, гражданин США, которого Асано никогда не видел. Имеет норвежские и голландские корни через своего деда по материнской линии. Первую роль Таданобу Асано сыграл в 16 лет на телевидении благодаря отцу, который был агентом в актёрском бизнесе. Затем последовали роли в кино, где Таданобу Асано дебютировал в 1990 году в фильме «Плыть вверх по течению».
Прославился Таданобу Асано ролями в фильмах на самурайскую тему, в первую очередь в драме на тему однополой любви режиссёра Нагисы Осимы «Табу» и в драматическом боевике Такэси Китано «Затойчи». В 2007 году сыграл Чингисхана в фильме Сергея Бодрова «Монгол». Помимо работы в кино, занимается также музыкой, первый клип записал ещё в конце 1980-х годов.
В 1994 году женился на известной японской певице Чаре. 4 июля 1995 года у них родилась дочь Сумирэ, а 19 декабря 1999 года сын Хими. В июле 2009 года Чара объявила о разводе. Дети остались с матерью.
В августе 2022 года в своих аккаунтах Twitter и Instagram объявил о женитьбе на модели Куруми Наката.

## Признание и награды
В 1997 году был признан самым популярным исполнителем в Японии, в 2004 году — номинирован на премию за лучшее исполнение роли второго плана в фильме «Затойчи». Удостоен приза Upstream как лучший актёр в 2003 году на Венецианском кинофестивале за работу в фильме «Последняя жизнь во вселенной» и «Серебряного Георгия» в 2014 году на Московском кинофестивале за лучшую мужскую роль в ленте «Мой мужчина».

## Избранная фильмография
- 1995 — Свет иллюзий (Икуо)
- 1996 — Лабиринт снов
- 1998 — Любовь и попса (Капитан Ио)
- 1999 — Табу (Хёдзо Тасиро)
- 1999 — Слова излишни (Асано)
- 2001 — Убийца Ичи (Какихара)
- 2001 — Расстояние (Саката)
- 2003 — Затойчи (ронин Хаттори Генносуке)
- 2003 — Вкус чая (Аяна)
- 2004 — Vital
- 2004 — Манера выживать 5+
- 2005 — Такешиз
- 2006 — Цветок
- 2007 — Монгол (Чингисхан)
- 2011 — Тор (Огун)
- 2012 — Морской бой (капитан Нагата)
- 2012 — Полное доверие
- 2013 — Тор 2: Царство тьмы (Огун)
- 2013 — 47 ронинов (лорд Кира Ёсинака)
- 2014 — Мой мужчина (Дзюнго Кусарино)
- 2014 — Ведьмина служба доставки  (доктор Иши)
- 2014 — Паразит
- 2016 — Молчание (переводчик)
- 2017 — Тор: Рагнарёк (Огун)
- 2018 — Аутсайдер
- 2019 — Мидуэй (адмирал Ямагути)
- 2020 — Минамата  (Тацуо Мацумура)
- 2021 — Мортал Комбат (Лорд Райдэн)
- 2021 — Кейт (Рендзи)
- 2023 — Шея  (Курода Ёситака)
- 2024 — Человек-ящик (доктор)
- 2024 — Сёгун (Касиги Ябусиге)
- 2025 — Мортал Комбат 2 (Лорд Райдэн)